# 崔仁栄
崔仁榮（チェ・インヨン、최인영、1962年3月5日 - ）は、大韓民国出身の同国代表の元サッカー選手、現指導者。ポジションはGK。90年、94年と2大会連続でFIFAワールドカップに出場した。

## 経歴
クラブ
スーパーリーグ（Kリーグ）創設初年度の1983年、国民銀行でデビュー。翌年には蔚山現代FCに移籍し、1991年のリーグ準優勝などに貢献した。しかし、コーチ陣との軋轢から出場機会を失い、1996年にはリーグ戦に出場出来ず引退した。
1984年7月1日、大宇ロイヤルズ（現・釜山アイパーク）戦で退場処分となり、GKとしてはKリーグ初の退場した選手となった。
代表
1983年3月6日、日韓定期戦でA代表デビュー。1990、94年のFIFAワールドカップでは正GKとして全試合に出場した。

## 所属クラブ
- ソウル市立大学校
- 1981年 - 1983年 ソウル市役所
- 1983年 国民銀行
- 1984年 - 1996年 蔚山現代FC

## 指導者経歴
- 1997年 - 2003年 蔚山現代FC GKコーチ
- 2005年 慶一大学校 GKコーチ
- 2006年 - 全北現代モータース GKコーチ

## タイトル
- Kリーグ（1996年）
- Kリーグカップ（1995年）